# Iván Amaya
Iván Amaya, född den 3 september 1978 i Madrid, Spanien, är en spansk fotbollsspelare. Vid fotbollsturneringen under OS 2000 i Sydney deltog han det spanska lag som tog silver.